# UEFA Kup regija
UEFA Kup regija je amatersko europsko nogometno natjecanje regionalnih reprezentacija, vođeno od UEFA-e. Prvi put je održano 1999. godine i od tada se održava svake dvije godine. Prvi pobjednik je bila amaterska reprezentacija talijanske regije Veneto, a aktualni pobjednik je španjolska Kastilja i León s posljednjeg natjecanja iz lipnja 2009. koje se održalo u Hrvatskoj.

## Povijest
Natjecanje je osmišljeno 1996., jer nije bilo nikakvog natjecanja za amaterske momčadi. UEFA Amaterski kup je bio prijašnji pokušaj s amaterskim kontinentalnim prvenstvom, koji se održavao od 1966. do 1978., ali je ukinut zbog manjka interesa od strane gledatelja i od strane amaterske momčadi. Za razliku od UEFA Kupa regija, u kojem se natječu regionalne amaterske reprezentacije, u UEFA Amaterskom kupu su igrale nacionalne amaterske reprezentacije.
Prva dva natjecanja su osvojili domaćini, a zasad je Španjolska najuspješnija država u natjecanju, od šest finala, ima dvije ekipe pobjednice i jednu drugoplasiranu.

## Format
U ovom natjecanju iz svake zemlje članice UEFA-e može nastupati samo jedna momčad. Izbor sudionika natjecanja prepušten je svakoj zemlji članici, bilo u domaćim amaterskim nogometnim natjecanjima (kao NLS kup, čiji pobjednik ide u UEFA Kup regija), ili bilo kojim drugim odabirom.
Manje zemlje, kao San Marino, Malta, Monako, i sl., u natjecanju mogu predstavljati njihove amaterske reprezentacije. U natjecanju 1999., postojalo je uvodno kvalifikacijsko natjecanje s 32 momčadi, rasopoređene u osam skupina po četiri momčadi. Osam prvoplsiranih momčadi išlo je u završnicu, gdje se igralo u dvije skupine po četiri momčadi. Dvoje pobjednika skupina tada je igralo u finalu. 
Nakon povećanog zanimanja za natjecanje tijekom godina, kvalifikacije su obavljaju u dva kruga od Kupa regija 2005. Oba kvalifikacije se sastoje od četveročlanih skupine koje se igraju u jednoj od regija-sudionica, a prvoplasirani iz svake skupine prolazi u sljedeću fazu natjecanja.
U UEFA Kupu regija, domaćin se bira nakon drugog kvalifikacijskog kruga natjecanja kad ostane osam momčadi, a domaćin je jedna od tih osam regija.

## Rezultati
| 1999. detalji | Italija  | Veneto          | 3:2 pr.         | Madrid             | Prag                    | Određen po ljestvici | Kiev               |
| 2001. detalji | Češka    | Moravska        | 2:2 pr. (4:2 p) | Braga              | Madrid                  | Određen po ljestvici | Plovdiv            |
| 2003. detalji | Njemačka | Pijemont        | 2:1             | Maine              | Szabolcs                | Određen po ljestvici | Württemberg        |
| 2005. detalji | Poljska  | Baskija         | 1:0             | Jugozapadna Sofija | Kakhovka-Kzeso          | Određen po ljestvici | Srednja Slovačka   |
| 2007. detalji | Bugarska | Donja Šleska    | 2:1 pr.         | Yugoiztochen       | Aveiro                  | Određen po ljestvici | Tuzlanska županija |
| 2009. detalji | Hrvatska | Kastilja i León | 2:1             | Oltenija           | Privolški savezni okrug | Određen po ljestvici | Kempen             |
| 2011. detalji | ?        | ?               | –               | ?                  | ?                       | Određen po ljestvici | ?                  |

## Finala
| 5. studenog 1999.                      |             |                            | |
| Veneto                                 | 3:2 (pr.)   | Madrid                     | Stadio Communale Delle Terme, Abano Terme Broj gledatelja: ~700 Sudac: Guido Wildhaber (Švicarska) |
| Borriero 45' Giaretti 45' De Toni 120' | (izvještaj) | 9' Moreno 71' Sanz Pascual | Stadio Communale Delle Terme, Abano Terme Broj gledatelja: ~700 Sudac: Guido Wildhaber (Švicarska) |

| 24. lipnja 2001.         |                 |                           |                                                                             |
| Braga                    | 2:2 (pr.—2:4 p) | Moravska                  | Letná Stadion, Zlín Broj gledatelja: ~2.800 Sudac: Tony Chapron (Francuska) |
| Ferreira 55' Freitas 84' | (izvještaj)     | 12' David 90+4' (p) Svach | Letná Stadion, Zlín Broj gledatelja: ~2.800 Sudac: Tony Chapron (Francuska) |

| 28. lipnja 2003. |             |                |                                                                            |
| Maine            | 1:2         | Pijemont       | Albstadion, Heidenheim Broj gledatelja: ~800 Sudac: Kris Hermans (Belgija) |
| Kharraz 83'      | (izvještaj) | 24' 29' Borgna | Albstadion, Heidenheim Broj gledatelja: ~800 Sudac: Kris Hermans (Belgija) |

| 9. srpnja 2005.    |             |            |                                                                                     |
| Jugozapadna Sofija | 0:1         | Baskija    | Stadion KS Proszowianka, Proszowice Broj gledatelja: ~1.300 Sudac: Novo Panić (BiH) |
|                    | (izvještaj) | 33' Arroyo | Stadion KS Proszowianka, Proszowice Broj gledatelja: ~1.300 Sudac: Novo Panić (BiH) |

| 26. lipnja 2007. |             |                            |                                                                                           |
| Yugoiztochen     | 1:2 (pr.)   | Donja Šleska               | Stadion Hadzhi Dimitar, Sliven Broj gledatelja: ~3.500 Sudac: Paolo Tagliavento (Italija) |
| Stoyanov 66'     | (izvještaj) | 78' Sudoł 114' Jaskułowski | Stadion Hadzhi Dimitar, Sliven Broj gledatelja: ~3.500 Sudac: Paolo Tagliavento (Italija) |

| 22. lipnja 2009. |     |                        |                                                     |
| Oltenija         | 1:2 | Kastilja i León        | ŠRC Zaprešić, Zaprešić Sudac: Radek Příhoda (Češka) |
| Sîrbu            |     | 20' Ramírez 81' Robles | ŠRC Zaprešić, Zaprešić Sudac: Radek Příhoda (Češka) |

## Uspješnost
| Država     | Pob. | Fin. | Pobjednici              | Finalisti                  |
| ---------- | ---- | ---- | ----------------------- | -------------------------- |
| Španjolska | 2    | 1    | Baskija (2005.)         | Madrid (1999.)             |
| Španjolska | 2    | 1    | Kastilja i León (2009.) | Madrid (1999.)             |
| Italija    | 2    | 0    | Veneto (1999.)          | Nema                       |
| Italija    | 2    | 0    | Pijemont (2003.)        | Nema                       |
| Češka      | 1    | 0    | Moravska (2001.)        | Nema                       |
| Poljska    | 1    | 0    | Donja Šleska (2007.)    | Nema                       |
| Bugarska   | 0    | 2    | Nema                    | Jugozapadna Sofija (2005.) |
| Bugarska   | 0    | 2    | Nema                    | Yugoiztochen (2007.)       |
| Portugal   | 0    | 1    | Nema                    | Braga (2001.)              |
| Francuska  | 0    | 1    | Nema                    | Maine (2003.)              |
| Rumunjska  | 0    | 1    | Nema                    | Oltenija (2009.)           |

## Hrvatske regije u natjecanju
| Godina | Regija                      | Faza natjecanja                                | Plasman u ukupnom poretku |
| ------ | --------------------------- | ---------------------------------------------- | ------------------------- |
| 1999.  | nema predstavnika           | -                                              | -                         |
| 2001.  | Nogometno središte Split    | Završni turnir u Češkoj (Moravska regija)      | 6. – 7. mjesto            |
| 2003.  | Nogometno središte Osijek   | Kvalifikacijski krug                           | 21. – 30. mjesto          |
| 2005.  | Nogometno središte Rijeka   | 2. kvalifikacijski krug                        | 9. – 16. mjesto           |
| 2007.  | Nogometno središte Varaždin | 2. kvalifikacijski krug                        | 9. – 16. mjesto           |
| 2009.  | Nogometno središte Zagreb   | Završni turnir u Hrvatskoj (Zagrebačka regija) | 6. – 7. mjesto            |

## Vanjske poveznice
- Službena stranica
- UEFA Kup regija RSSSF-u